# Перициазин
Перициази́н (лат. Periciazinum) — антипсихотическое средство, относится к группе пиперидиновых производных фенотиазина. Эта группа препаратов обладает менее сильной антипсихотической активностью, чем алифатические и пиперазиновые производные фенотиазина.
Торговое наименование: «Неулептил».

## Общая информация
Перициазин синтезирован во Франции, информация о нём опубликована Габриэлем Деше (фр. Gabriel Deshaies) в 1962 году. В 1964 году испытывался при лечении шизофрении.
Перициазин не одобрен для медицинского применения в США, зато распространён в европейских странах и используется в других странах мира, это нередкий случай для психотропных средств.
Как и другие нейролептики, перициазин потенцирует действие наркотиков, снотворных средств и анальгетиков. Обладает адренолитической и относительно сильной холинолитической активностью; оказывает сильное противорвотное действие.

Антипсихотический эффект перициазина сочетается с седативным без стимулирующего компонента.

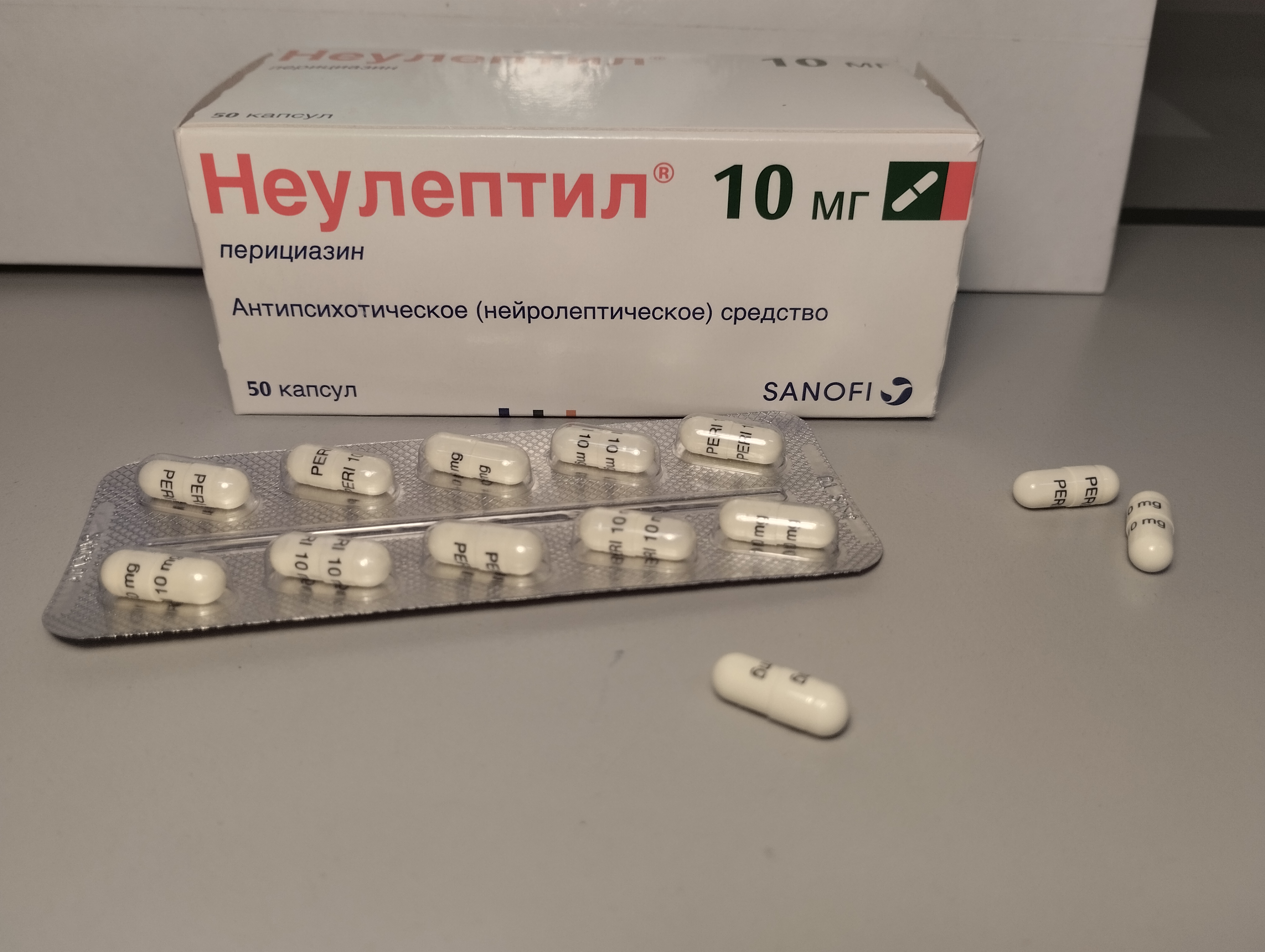
Упаковка и капсулы перициазина под торговым наименованием «Неулептил»

Препарат показан при лечении больных как с психотическими, так и с психопатоподобными состояниями. Особенно эффективен при нарушениях поведения (особенно у детей), расстройствах контакта. Уменьшает агрессивность и благодаря более мягкому, чем у аминазина, седативному эффекту не вызывает выраженной вялости, заторможенности, хорошо переносится.
В связи с более избирательным, чем у других нейролептиков, нормализующим влиянием на поведение, перициазин получил в литературе название «корректор поведения».
Назначают перициазин внутрь после еды. Доза для взрослых составляет сначала 5—10 мг в день; затем её постепенно увеличивают (через каждые 1—2 дня на 10 мг) до получения оптимального эффекта (обычно до 30—40 мг, а в отдельных случаях до 70—90 мг в день).

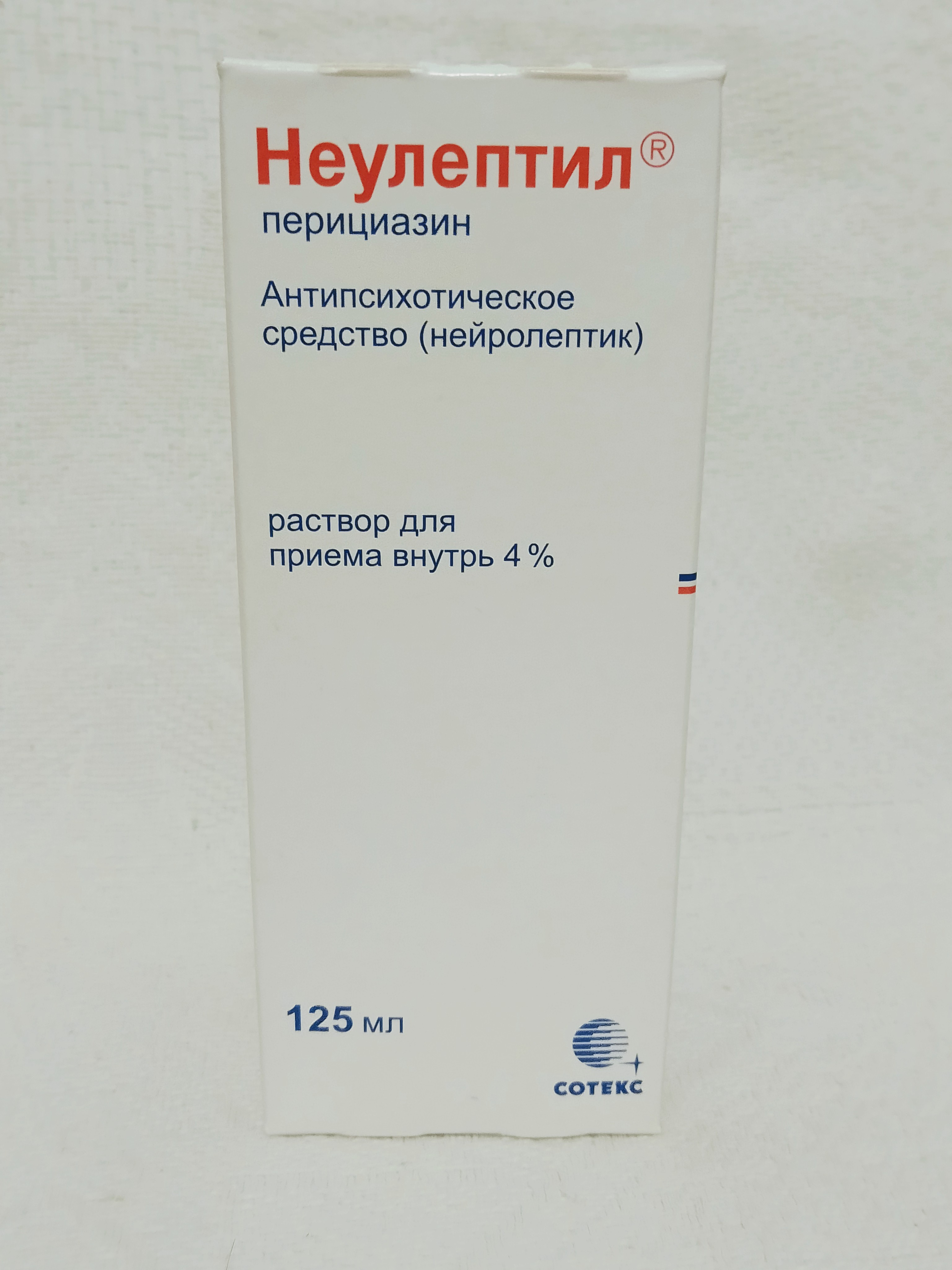
Упаковка капель перициазина дозировкой 125 мл

Дневную дозу дают в 2—3 приёма: утром 1/4—1/3 дневной дозы, остальное — в вечерние часы (в связи с возможным развитием сонливости).
Детям и лицам старческого возраста назначают начиная с 5 мг в день, затем дозу постепенно увеличивают до 10—20—30 мг в день. После получения стойкого эффекта дозу препарата постепенно уменьшают, подбирая индивидуальную поддерживающую дозу.

## Фармакологические свойства
Перициазин обладает антидофаминергической, адренолинолитической и холинолитической активностью.

## Эффективность и безопасность
Перициазин, по сравнению с многими другими нейролептиками, имеет относительно небольшой объем клинических исследований.
Из-за малого числа качественных исследований (их всего четыре) невозможно с полной определённостью говорить о его безопасности и эффективности, имеющиеся данные невысокого качества. Исходя из этих не слишком достоверных данных, при применении перициазина наблюдается больше побочных эффектов, чем при лечении как типичными, так и атипичными антипсихотиками.

## Побочные эффекты
Данный препарат обладает рекордным числом различных побочных эффектов по сравнению с другими антипсихотиками.
В их числе: подавленность, спастическая кривошея, окуломоторные кризы, тризмы, другие экстрапирамидные расстройства, ортостатическая гипотензия, запоры, сухость во рту, задержка мочеиспускания, паралич аккомодации, гиперпролактинемия, гинекомастия, аменорея, импотенция, галакторея, повышение массы тела, гипертермия, фотосенсибилизация, аллергические реакции, удлинение интервала QT, крайне редко — холестатическая желтуха, агранулоцитоз.
Отмечены нарушения со стороны памяти , внимания и мышления на фоне лечения неулептилом. Неулептил оказывает адренолитическое, антихолинергическое, метаболическое и эндокринное действие и действие на экстрапирамидную систему, то есть способен снижать артериальное давление, вызывать психозы ( делирий), нарушать обмен веществ , повышать уровень пролактина и вызывать неврологические расстройства по типу акатизии ( неусидчивости) , паркинсонизма ( скованности и слюнотечения). 
    Перициазин (неулептил) способен увеличивать концентрацию пролактина в сыворотке крови за счет антидофаминергической активности. Кроме того, перициазин, как и другие фенотиазины может вызывать  гиперактивный делирий, вследствие антихолинергического эффекта. У пациентов, страдающих деменцией перициазин может ускорить ее прогрессирование. Неулептил может проявлять токсичность, которая выражается в более легких случаях его передозировки в возбуждении, появления бреда и спутанности сознания, при этом пациент становится вялым  или даже может находится в коматозном состоянии. Токсичность неулептила также сопровождается такими симптомами , как подергивания, дистонические движения или судороги, а также гипотония, сердечно-сосудистый коллапс, аритмии и гипотермия.
По данным M. Raj and R. Benson (19750  42% пациентов с шизофренией, принимавших фенотиазины, имели измененные электрокардиограммы. Аномалии включали изменения зубца Т, депрессию ST, удлинение PR и QT, персистирующую синусовую тахикардию (110 и более/мин) и блокаду правой ножки пучка Гиса. Однако, у 34% нарушения на электрокардиограмме исчезли после прекращения приема фенотиазина и вновь появились при его возобновлении.

## Противопоказания
Токсический агранулоцитоз в анамнезе, закрытоугольная форма глаукомы, порфирия, болезни предстательной железы, тяжёлая печёночная и почечная недостаточность, декомпенсированная сердечно-сосудистая недостаточность, беременность и грудное вскармливание.

## Меры предосторожности
С осторожностью назначают при болезнях печени, почек и сердечно-сосудистой системы, а также пациентам пожилого возраста. При назначении перициазина больным, страдающим эпилепсией (препарат может снижать порог судорожной готовности) и паркинсонизмом, необходим особенно тщательный врачебный контроль. В случае развития гипертермии следует прекратить приём перициазина.
С осторожностью назначать препарат водителям и лицам, работающим с механизмами, из-за возможности возникновения сонливости, особенно в начале терапии. Во время применения перициазина запрещается употреблять спиртные напитки.

## Лекарственные взаимодействия
Усиливает действие гипотензивных и снотворных препаратов, транквилизаторов, обезболивающих средств, препаратов для общей анестезии, алкогольсодержащих препаратов. При сочетании перициазина с пароксетином усиливается действие обоих препаратов. При сочетании с седативными или снотворными средствами или с прокарбазином усиливается седативный эффект:512.